# Jarne Van De Paar
Jarne Van De Paar (født 23. oktober 2000 i Balen) er en cykelrytter fra Belgien, der er på kontrakt hos Lotto.